# Економіка Урарту
Еконо́міка (господа́рство) Ура́рту — структура та принципи устрою господарства держави Урарту стародавньої держави Передньої Азії, що існувала в період із XIII по VI століття до н. е. на території Вірменського нагір'я. Економіка Урарту була типовою для близькосхідних держав Стародавнього світу і була тісно пов'язана з господарством сусідньої Ассирії.

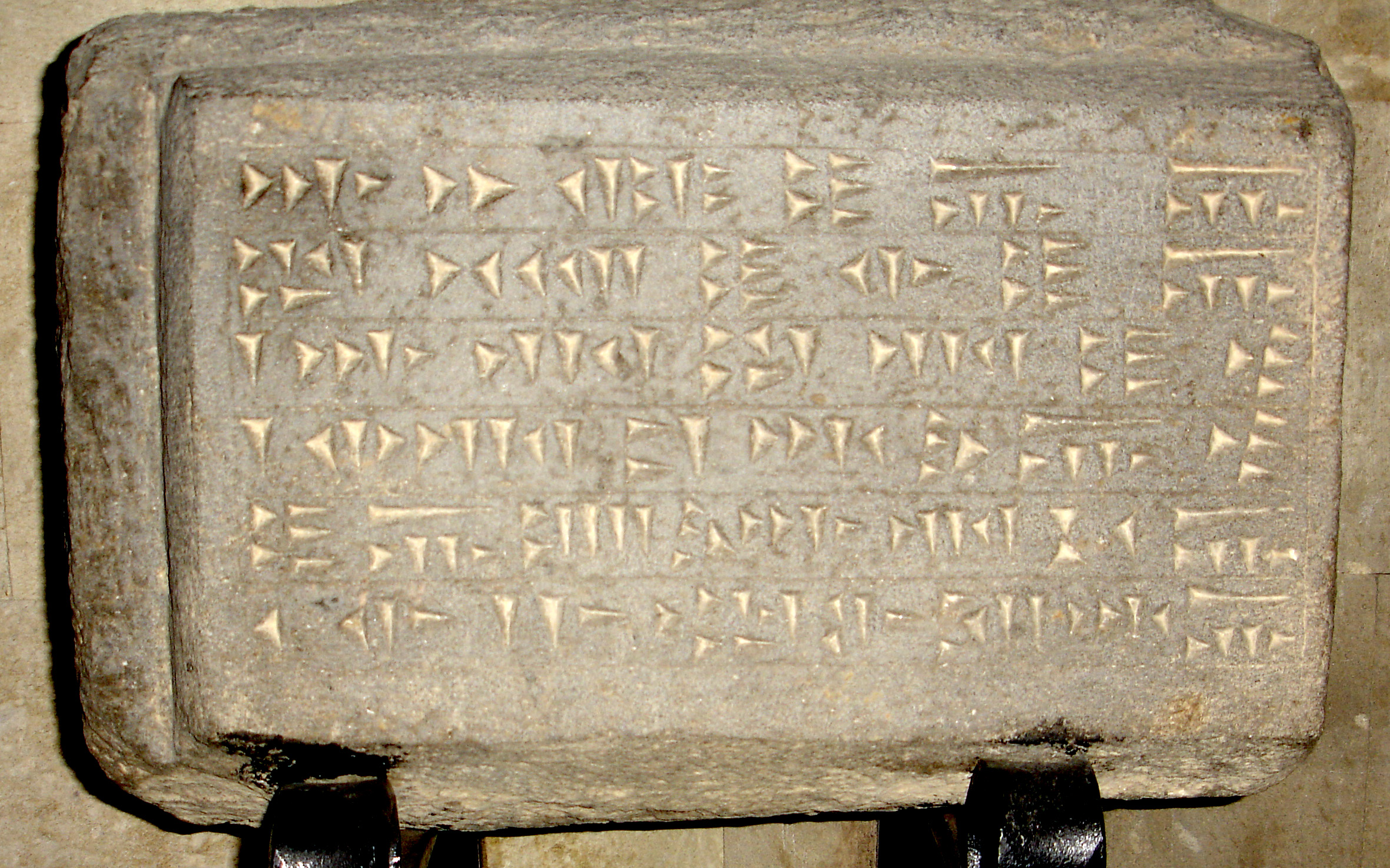
Урартський клинописний напис: "величчю бога Халді Сардурі, син Аргішті, це зерносховище насипав; 10 тисяч 100 Капі тут.

## Основи урартської економіки

### Державний устрій
Урартська держава являла собою типову деспотичну державу Стародавнього Сходу. Влада урартських царів була необмеженою. Урартський цар був і верховним головнокомандувачем урартської армії та верховним жерцем держави. На відміну від сусідніх Ассирії та Вавилону, в Урарту немає слідів істотного впливу релігійних норм або яких-небудь універсальних законів на державне життя. У цьому сенсі урартський деспотизм був абсолютним, а державна культура менш розвиненою.
Як наслідок, урартські храмові господарства не мали такого значення, як храмові господарства держав Месопотамії. Провідна роль належала царським господарствам, причому цілі міста і райони вважалися царською власністю.

### Адміністративне управління
На провідних позиціях в державі Урарту знаходилися представники царського роду, яких нараховувалося до 300 осіб. Адміністративне управління регіонами було різноманітним. Багато областей, що входили в Урарту, були населені різними етнічними групами, які очолював місцевий правитель. З метою додаткового контролю, крім місцевого правителя в області постійно перебував царський намісник, що стежив за справами області. Такі області регулярно, ймовірно щорічно, сплачували данину урартському цареві у вигляді натуральних продуктів: худобою, зерном та іншим.
З іншого боку, багато які райони та міста Урарту були засновані та впорядковані безпосередньо за наказами урартських царів. У таких випадках управління було прямим, а місцевим правителем призначався, як правило, родич царя. Управління всередині такої місцевості будувалося за тими ж принципами, що й управління держави в цілому. Місцевий правитель користувався майже необмеженою владою у своїй «вотчині», за умови дотримання наказів царя. Однак, спрощена система державного управління в Урарту не дозволяла ефективно керувати одночасно декількома такими містами. Це призводило до того, що впорядковані «царські» міста одного царя поступово занепадали при його спадкоємцях, які більше піклувалися про процвітання своїх власних «царських» міст. Таким чином «головні» царські господарства з плином часу «переміщувалися» по державі.

### Населення
Населення Урарту також було «власністю» царя. У багатьох випадках люди з непокірних областей або з ворожих країн поневолювалися і спрямовувалися на примусові роботи. При цьому, найчастіше, в полон захоплювалися лише жінки та діти, які через певний час «інтегрувалися» до складу урартського населення.
Населення, швидше за все, було зобов'язане брати участь у державному будівництві, яке часто було направлено на доброустрій царських господарств, зведення захисних споруд і храмів. Разом із цим, великий прошарок населення користувався певними свободами, мав можливість вести власне господарство і, можливо, використовувати від одного до декількох слуг-рабів.
Крім цього, існував прошарок населення, що жив на державному забезпеченні. Крім кількох спеціальних придворних посад, сюди відносилася частина урартської армії. Наприклад, результати археологічних розкопок Тейшебаіні підтвердили, що велика кількість мешканців цього міста жили коштом держави.

### Торгівля
Поділ праці в сільському господарстві на Вірменському нагір'ї стався, ще задовго до утворення Урарту. Тому дослідники не сумніваються в тому, що розвинені торговельні відносини існували в Урарту з самого початку існування держави. Торгівля в Урарту була обмінною, а не товарно-грошовою. Предметом торгівлі звичайно були: худоба, коні, зерно, вино, метали, ліс. Систематичні військові дії, особливо між Урарту й Ассирією, ускладнювали розвиток торгівлі. Часто коштовні вантажі захоплювали як військові здобичі або подать.
Ймовірно, що храмові господарства Урарту також брали участь у торговельних відносинах. Наприклад, у релігійному центрі Урарту Мусасирі, вирощували худобу, як для жертвоприношеннь, так і «вільну», призначену для торгівлі.
Основними товарами, що вироблялися в Урарту і що представляли інтерес для сусідніх держав (особливо для держав Месопотамії) були:
- коні. Природні умови Вірменського нагір'я набагато сприятливіші для розведення коней, ніж природні умови сусідніх країн. Коні в I тисячолітті до н. е.. були найважливішим стратегічним ресурсом, необхідним для створення бойових колісниць.
- метали. Поклади руд різних металів, включаючи залізну руду, сприяли розвитку металургії на Вірменському нагір'ї. Країни Месопотамії, з іншого боку, не мали власних залізних рудників.
- вино. Природні умови Урарту прекрасно підходили для вирощування винограду, і, як наслідок, в Урарту процвітало виноробство.

### Іригація і водопостачання
Найважливішим фактором, що впливало на економіку тієї чи іншої урартської території, було її водопостачання і зрошення. Всі царські господарства Урарту облаштовували навколо споруджених зрошувальних каналів. Безліч територій Вірменського нагір'я, включаючи узбережжя озера Ван, долину річки Мурат і долину Арарату, погано пристосовані для примітивного землеробства, але здатні давати багаті врожаї при штучному зрошенні. Залучення ресурсів та великої кількості населення для будівництва великих зрошувальних каналів було одним з головних прогресивних факторів урартської державності та сприяло розквіту, якого досягла Урарту в VIII столітті до н. е.. Завдяки зусиллям, витраченим на іригацію, урарти отримали можливість вирощувати зернові культури в достатній кількості, щоб не залежати від сусідів, а також багаторазово розширити культивування винограду й стати найбільшим виробником і експортером вина в Стародавньому світі.
Крім цього, будівництво міст і фортець вимагало будівництва адекватної системи водопостачання. Такі системи були затребувані не тільки для економічних потреб міста, але і для військових, особливо на випадок облоги міста. Урарти досягли великих успіхів у спорудженні систем водопостачання і зрошення. За часів правління царів Ішпуїні, Менуа, Аргішті I, Сардурі II, Руси I та інших було побудовано безліч ефективних зрошувальних каналів, частина яких використовуються і досі, причому в деяких випадках навіть без суттєвої реконструкції.
Найбільшим таким каналом був канал Менуа (канал Шамірам, що забезпечило прісною водою столицю Урарту, місто Тушпу. Загальна протяжність цього каналу понад 70 км, через річку Хошаб води каналу переводилися по спеціальному мосту, а в низинних місцях по кам'яній кладці висотою до 15 метрів. Багато які ділянки каналу діють і в наші дні.
|  | Переклад напису на одному з каменів: Могутністю бога Халді Менуа, син Ішпуїні, цей канал провів. «Канал Менуа» - ім'я його. Величчю бога Халді Менуа, цар могутній, цар великий, цар країни Біаінілі, правитель Тушпи. Менуа говорить: Хто цей напис знищить, хто його розіб'є, хто кого-небудь змусить здійснити ці справи, хто інший скаже: Я цей канал провів, нехай знищать боги Халді, Тейшеба, Шівіні, всі його боги під сонцем . |

Можливо, що іригаційна техніка урартів була запозичена у сусідній Ассирії, в країні, яка вирішальним чином вплинула на культуру Урарту. Держави Месопотамії були відомі своїми високими досягненнями в організації штучного зрошування. З іншого боку, на Вірменському нагір'ї ще в доурартські час існував культ Вішапів — божеств води та родючості, який був пов'язаний з системами стародавніх водних каналів. У будь-якому випадку, іригаційна діяльність урартів заслужила високу оцінку ассирійців. З листа ассирійського царя Саргона II богу Ашуру:

… Улху, укріплене місто, розташоване біля підніжжя гори …, де люди, як риби, на суші жадають, не п'ють і не насичуються — Урса, цар, правитель їх, за бажанням свого серця вказав вихід водам. Він вирив канал, який несе проточну воду, і воду як Євфрат змусив він текти. Він вивів безліч ариків від його русла і воістину зросив ниви. Міста Улху пустельні землі, яких із давніх-давен …, він, як дощ, пролив на них плоди і виноград. … Його пустельні землі він перетворив на луки ….

На жаль, Саргон II знищив урартські досягнення в місті Улху під час військового походу 714 року до н. е.., однак його руйнування дещо прояснило конструкцію урартського водопостачання. З листа Саргона II: "Каналу — потоку, що живить його, — я заткнув вихід і свіжу воду перетворив його в болото, арики, відведені від його річища, я …, їх підземні труби показав я сонцю … ". Такі підземні труби дійсно були виявлені археологами при розкопках іншого урартського міста Еребуні, однак принципи роботи таких водопроводів поки залишаються неясними.
| | |  |  |
| | Уламки залізних труб із урартського міста Тейшебаіні. Труби використовувалися для водопостачання міста питною водою з річки Раздан, а також для відведення дощової води. |  |  |
| Урартські кам'яні труби з Тейшебаіні й Еребуні. Типовий відрізок труби мав довжину близько 1 метра, зовнішнє січення 40 см, внутрішнє січення 11 см. Відрізки труб вставляли один в одний, утворюючи водопровід. Деякі відрізки труб, як на фото в центрі, мали сантехнічні ревізії для чищення водопроводу. | |  |  |

Особливий інтерес становлять також урартські зрошувальні споруди в Русахінілі (передмістя урартської столиці Тушпи, побудовані Русою I). До цих споруд належали штучне «озеро Руси», що існує й донині під народною назвою «Священицьке озеро», і складна система підземних комунікацій. Точний устрій цієї зрошувальної системи, яка ще наприкінці XIX століття функціонувала і забезпечувала водою вірменські і курдські селища на місці Русахінілі, залишається невідомим, а клинописна табличка Руси I, що описує спорудження цієї системи, незрозумілою.

## Сільське господарство

### Землеробство
Землеробство на Вірменському нагір'ї має давні традиції. Згідно з археологічними даними землеробство на цій території практикувалося з часів неоліту, ще щонайменше в III тисячолітті до н. е.. В урартські часи землеробство було добре розвинутим, техніка землеробства була високою, ймовірно запозиченою в ассирійців. Більшість знарядь для обробки землі виготовлялися із заліза, використовувалися важкі плуги для пари (рідше четвірки) биків. Більшість територій для успішного землеробства вимагали штучного зрошення, тому побудова зрошувальних каналів урартськими царями різко інтенсифікувала землеробство в даній місцевості та забезпечувала її розвиток.
| | | | | |
| Частина залізних вил, знайдена поблизу озера Ван і залізних лемешів, знайдені при розкопках в Топрах-Кале (Тушпа). Замальовка німецьких археологів XIX століття. | Частина залізних вил, знайдена поблизу озера Ван і залізних лемешів, знайдені при розкопках в Топрах-Кале (Тушпа). Замальовка німецьких археологів XIX століття. | Частина залізних вил, знайдена поблизу озера Ван і залізних лемешів, знайдені при розкопках в Топрах-Кале (Тушпа). Замальовка німецьких археологів XIX століття. | Частина залізних вил, знайдена поблизу озера Ван і залізних лемешів, знайдені при розкопках в Топрах-Кале (Тушпа). Замальовка німецьких археологів XIX століття. | Залишки урартських залізних знарядь (лопат, серпів, лемешів), які були виявлені при розкопках на Кармір-Блурі. Зберігаються в музеї «Еребуні» в Єревані. |

Серед вирощуваних в Урарту культур були: пшениця (в основному лат. Triticum vulgare vill), ячмінь, жито, просо (два види лат. Panicum miliaceum L. та (лат. Panicum italicum L.), кунжут, сочевиця, Нут тощо. Насіння та залишки цих рослин були виявлені при розкопках урартських міст, зокрема, на Кармір-Блурі. Також з клинописних джерел відомо, що в Урарту вирощували полбу.
|  |  | Насіння пшениці і нуту, що були приготовлені для чергового посіву. Насіння були виявлені при археологічних розкопках міст Тейшебаіні і Еребуні. |

Злакові культури, найчастіше просо, масово використовувалися для випічки хліба, а також для приготування пива. Кунжут використовувався для виготовлення рослинної олії. Наприклад, залишки хлібної перепічки з просяного борошна були виявлені при розкопках міських кварталів Тейшебаіні. Дослідники вважають, що спосіб її приготування дуже схожий зі способом випічки хліба, який дотепер поширений в деяких селах Кавказу. Для обробки зерна використовувалися зернотертки, іноді ручні, іноді млинового типу. Знахідки млинових жорен в деяких каналах в східній Туреччині дають привід припустити, що в Урарту вже використовувалися водяні млини.
| |  |  |
| Вгорі: кам'яні зернотертки, призначені для перетирання зерна в борошно. Зліва ручного типу, праворуч - млинового (Етнографічний музей Вірменії «Сардарапат», Армавір). Зліва: кам'яна ступа для обробки крупів (Музей «Еребуні», Єреван). |  |  |

Учені припускають, що пшениця в Урарту була відносно рідкісною і такою що високо цінується культурою, просо було культурою, яка найчастіше використовувалася населенням для приготування хліба. Ячмінь, так само як і пшениця, частіше надходив в царські (рідше в храмові) зерносховища і використовувався для державних потреб, а також для приготування пива, і, можливо, для обмінної торгівлі. У багатьох урартських містах збереглися клинописні написи про будівництво та наповнення царських зерносховищ.
|                                                                                       |                                                                                     |
| Переклад напису: Аргішті, син Менуа, це зерносховище заповнив; тут 10 тисяч 100 капі. | Переклад напису: … Руса, син Ерміни, це зерносховище наповнив. Тут 6848 капі зерна. |

Точне значення міри «капі», що використовується в урартських написах, залишається невідомим. Судячи з урартськими джерелами, не було зерносховищ, що перевищують за обсягом 19 тисяч капі. Відома також згадка в літописі Сардурі II великої кількості ячменю: 1 мільйон 22 тисячі 133 капі, яка може фіксувати загальний річний збір ячменю із земель, підконтрольних Урарту, в період правління Сардурі II, тобто в період максимального розквіту Урарту.
Серед інших культур, що вирощувалися в Урарту, дослідники відзначають чебрець, кавуни та олійну рослину лат. Camelina microcapra.

### Пивоваріння
Традиції пивоваріння, можливо, були запозичені урартами в Ассирії. Як і в Ассирії, для виготовлення пива використовувався не тільки ячмінь, але й просо. Один з античних істориків, що подорожував по Вірменському нагір'ї та по Месопотамії вже в післяурартські часи, Ксенофонт, описує «ячмінне вино» місцевих жителів, а також способи його зберігання та приготування. У часи Ксенофонта було заведено зберігати пиво в закопаних у землю карасах і пити його через трубочку. Пиво було дуже міцне, але «приємне для людей звичних». Дослідники вважають, що культура пивоваріння Урарту була дуже подібною.
| Глиняні ємності, в яких археологи виявили сліди пива з ячменю і проса. Посудини були виявлені при розкопках міста Тейшебаіні на пагорбі Кармір-Блур. Археологам також вдалося локалізувати броварню, яка перебувала всередині міської фортеці. Посудина, склеєна із черепків, має сліди прикрас розписом і скульптурними головами биків і, очевидно, використовувалася в палацовій частині фортеці для подачі пива намісникові. |

### Садівництво
Організація зрошення давала можливість урартам займатися садівництвом на багатьох ділянках Вірменського нагір'я. Хоча садівництво не згадується в урартських документах, і сади не були так поширені, як зернові культури або виноградники, археологи виявили сліди декількох плодових культур в урартських містах і поселеннях. Наприклад, відомо, що в Урарту вирощували яблука, аличу, гранати, персики, вишні та горіхи. В околицях озера Ван, поблизу колишньої урартської столиці, великі сади зберігалися і оброблялись аж до кінця XIX століття і, ймовірно, існували на цьому місці ще з урартських часів.

### Виноградарство і виноробство
Виноградарство в Урарту було розвинене дуже добре. Природні умови Вірменського нагір'я в поєднанні зі штучним зрошення м давали майже ідеальні умови для вирощування винограду. Хоча археологи виявляли залишки родзинок при розкопках урартських міст, основним призначенням зібраного винограду, безсумнівно, було виноробство. Залишки виноградної лози були ідентифіковані вченими як виноград виду Vitis vinifera. Серед них вдалося розрізнити сорту «Воскеат» (харджі), «Гаран-дмак», «Арарат» і «Сівбу хагог», які вирощуються і понині.
Вино було стратегічним продуктом урартської економіки, і збереглося безліч свідчень цілеспрямованої урартської діяльності з проведення зрошувальних каналів і негайної розбивки виноградників в околицях каналу.
Виноробство було найважливішою галуззю урартського господарства. Сприятливі умови для зростання винограду робили Урарту головним виробником вина Передньої Азії. У сусідній Ассирії, наприклад, умови для зростання винограду були істотно гірше, і ассирійці в різний час, в залежності від обставин отримували урартське вино або у вигляді данини, або у вигляді військових трофеїв, або у вигляді товару обмінної торгівлі.
Майже всі урартські міста мали великі винні скарбниці. Наприклад, комори тільки урартського міста Тейшебаіні вміщували близько 370 тисяч літрів вина. Вино в Урарту, очевидно, виготовлялося тим самим способом, який пізніше застосовувався в Стародавній Греції: вино тривалий час витримувалися в карасах на сонці й ставало густим і солодким. Археологічними дослідженнями також встановлено, що урартам був відомий секрет використання сірки для боротьби із хворобами вин.
| | | |
| Винні караси, що використовувалися в Урарту. Виявлені при розкопках на Кармір-Блурі (ліворуч) та в Аргіштіхінілі (справа). | Винні караси, що використовувалися в Урарту. Виявлені при розкопках на Кармір-Блурі (ліворуч) та в Аргіштіхінілі (справа). | Один з винних погребів фортеці Тейшебаіні. Льох складався з рядів великих карасів, на 80% вкопаних у землю. На верхній частині карасів наносилися відмітки про тип вина і дати його зберігання. Малюнок А.П. Булгакова, 1950 рік. |

Для царських і двірцевих заходів, а також для жертвоприношень богам Урарту використовувалися багато оздоблені бронзові котли, наповнені вином (див. Мистецтво Урарту).

### Скотарство
Скотарство виникло на Вірменському нагір'ї з неолітичних часів. Природні умови, наявність великих гірських пасовищ сприяли розвитку скотарства. До формування урартської державності скотарство відігравало провідну роль для племен Наірі. Основною метою ассирійських набігів II тисячоліття до н. е.. на поселення Наірі було саме викрадення худоби. З встановленням центральної влади в Урарту і з початком систематичних іригаційних робіт худоба втратила першорядне значення, однак, без сумніву, скотарство залишалося найважливішою галуззю господарства. Крім цього, худоба грала провідну роль в урартській релігії і регулярно використовувалася для жертвопринесень.
З матеріалів археологічних розкопок відомі види тварин, яких розводили в Урарту. Вчені виявили залишки великої рогатої худоби близької до лат. Bos primigenius, в тому числі бика і буйвола, барана й вівці,великого козла (лат. Capra cylinbri cornis) та свійської кози, свині, а також джейрана і зебуподібної худоби.
Є також свідчення подальшої обробки молока. Під час археологічних розкопок були виявлені маснички, а також органічні залишки, що містять сичуг, що свідчать про існування в Урарту сироваріння.

### Конярство
На відміну від скотарства конярство мало стратегічне військове значення, оскільки коні використовувалися в урартський період для створення бойових колісниць. Як і для розведення худоби, високогірні луки Урарту створювали сприятливі умови для конярства. Ассирія, що не мала таких умов, завжди високо цінувала урартських коней. Часто коні захоплювалися в результаті військових походів.
|  |

За даними археологічних розкопок в Урарту був поширений звичайний кінь виду лат. Equus caballus. Вчені вважають, що коні були найпоширенішими домашніми тваринами в Урарту. Особливо славилася своїми кіньми провінція Субі на східному узбережжі озера Урмія. Якість жеребців із Субі була особливо відзначена ассирійським царем Саргоном II.

### Верблюдарство
В урартські часи верблюди на Вірменському нагір'ї були нечисленні, однак цінувалися і в Урарту, і в Ассирії. Деякі ассирійські та урартські клинописні документи особливо відзначають верблюдів, як цінний здобуток військових кампаній. Археологічних свідчень розведення верблюдів виявлено мало, хоча при розкопках міста Еребуні на пагорбі Арін-Берд були виявлені кістки одногорбого верблюда.

## Ремесла

### Ковальська справа
Вірменське нагір'я, де розташовувалася Урарту, вважається найдавнішим центром металургії. Перші сліди обробки металів датуються тут VIII—VII тисячоліття до н. е.., тобто докерамічними часами. (Наприклад, археологічні розкопки поселення Чайону-Тепезі у верхів'ях річки Тигр виявили сліди мідних виробів.) На території Урарту знаходилося кілька рудних родовищ міді, заліза, олова, свинцю, що дозволяло виробляти велику кількість металевих виробів.
|                                               |  |                                           |  |                                                             |
| Щит урартського воїна музей «Еребуні», Єреван |  | Шолом урартського воїна Берлінський музей |  | Чаша, що використовується в палаці, музей «Еребуні», Єреван |

Поширена думка, що виплавка заліза взагалі вперше виникла на території Вірменського нагір'я не пізніше II тисячоліття до н. е... Залізні вироби та залізна руда з Урарту постачалися в Месопотамію (зокрема в Ассирію), в Мідію, на територію Ірану і на захід Передньої Азії. Залізо було стратегічним товаром, тому що використовувалося для виготовлення зброї.
| |  |  |
| Зліва направо: уламки металевих дверних ручок та запорів із фортеці Тейшебаіні;Тиглі для виплавки металу; точильні камені для обробки залізної зброї і сільськогосподарських знарядь. (Музей «Еребуні», Єреван). |  |  |

### Кераміка та обробка каменю
Більшість керамічних виробів в Урарту були прості, без розпису, типового для багатьох інших стародавніх культур. Як і в інших державах Стародавнього світу, кераміка в Урарту використовувалася дуже широко. Керамічні горщики використовувалися для зберігання продуктів і різних побутових потреб. Деякі великі глиняні горщики та котли, які використовувалися на церемоніях жертвопринесень, мали витончені прикраси та орнаменти.
Кам'яні вироби з Урарту нечисленні. В Урарту, однак, існувала традиція обробки каменю. Грубі кам'яні роботи систематично використовувалися при будівництві фортець, а також при витесуванні печер у ванській скелі. При розкопках також були виявлені предмети з тонким кам'яним гравіруванням (ритуванням), включаючи різні прикраси.
|                                                   |  | |  |  |
|                                                   |  | Керамічна олійна лампа - типовий світильник Урарту. У двірцевих приміщеннях встановлювалися на бронзові або залізні канделябри. |  |  |
| Типовий горщик для зберігання молочних продуктів. |  | Керамічна поховальна урна. |  |  |

### Ткацтво
Ткацтво було добре розвинене в Урарту, що підтверджується древніми текстами. Наприклад, в списку награбованої здобичі з Мусасіру ассирійський цар Саргон II згадує 130 багатобарвних тунік з льону і вовни. Знайдені також урартські та ассирійські глиняні клинописні таблички з перерахуванням заготовленої вовни та вовняних виробів. Археологи також виявили грузила ткацького верстата, прядку від веретена, швейні голки, а також ледь збережені шматки урартської тканини.
|                                                      |  |                           |  |                                                       |
| Залишки тканини, виявленої при розкопках Тейшебаіні. |  | Залізні голки, Арін-Берд. |  | Прядки, що використовувалися для веретена, Арін-Берд. |